# Tepeyollotl

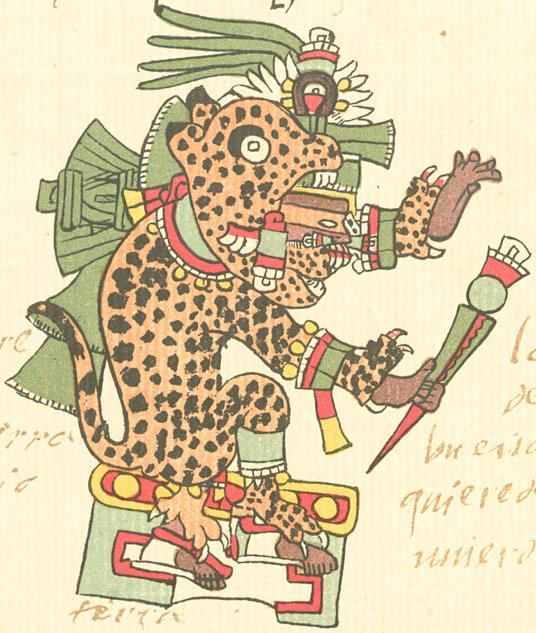
Tepeyollotl nel Codice Telleriano-Remensis.

Nella mitologia azteca, Tepeyollotl ("Cuore delle montagne", anche Tepeyollotli) era il dio dei terremoti, dell'eco e dei giaguari.
Egli era il dio delle Otto Ore della Notte e veniva raffigurato come un giaguaro che salta verso il sole.
Probabilmente era un aspetto di Nanauatzin, Tezcatlipoca, Mictlantecuhtli, Tlaltecuhtli o Cihuacoatl.

## Etimologia
Il nome deriva dalle parole Nahuatl tepētl ("montagna") e yōllōtl ("cuore").